# Микроскоп
Тази статия се отнася за увеличителния уред. За едноименното съзвездие вижте Микроскоп (съзвездие).
Микроскопът е сложно устроен оптико-механичен увеличителен уред. Освен оптични съществуват и електронни микроскопи.
В оптичния микроскоп се използва видима светлина и система от лещи за получаване на увеличен образ на малки обекти. Оптичните микроскопи са най-старите, най-просто устроените и най-широко използвани микроскопи. Намират основно приложение в биологията и техниката. Възможното увеличение е от няколкостотин до 1000 - 2000 пъти, в зависимост от конкретния уред. Максималното увеличение и разделителна способност на микроскопа зависят от набора дължини на вълните, с помощта на които се получава картината.

## Предел на човешкото око
Човешкото око е оптична система, със специфична резолюция (разделителна способност), т.е. най-малкото разстояние между елементите на наблюдаван обект (което се възприема като точка или линия), когато те могат да бъдат различими един от друг. За нормално око с разстояние от обект (D = 250 mm), средната стойност на нормална резолюция е 0,176 mm. Размерът на микро-организмите, на по-голямата част от растителните и животинските клетки, малки кристали и други е много по-малък от тази стойност.
До средата на XX век се работи само с видимите оптични лъчения от порядъка на 400-700 нанометра, както и в близката ултравиолетова област (луминесцентен микроскоп). Оптичните микроскопи не могат да покажат обект, по-малък от половината от дължината на вълната на използваната светлина (0,2-0,7 микрона или 200-700 нанометра) поради ефектите на дифракция на светлината. По тази причина за оптически микроскоп максималното увеличение, което би могло да бъде постигнато е ~ 2000 пъти.

## Устройство на оптичен микроскоп
Оптичния микроскоп се състои от 3 основни части.
Механична част
Включва статив, зрителна тръба (окуляр), винтове за придвижване на зрителната тръба и предметна масичка. Бързото придвижване на зрителната тръба се извършва с винта, а точното нагласяване на обекта за фокусиран образ се нагласява с микровинта. Обектът, който ще се наблюдава, се поставя на предметната масичка.
Осветителна част
Състои се от огледало и/или лампа. За получаването на образа се използва дневна или изкуствена светлина.
Оптична част
Състои се от окуляр и набор от обективи. Окулярът е къса тръба с по една леща в двата края. Обективът е направен от няколко лещи, които са прикрепени към обща цилиндрична част. Обективите и окулярите са подвижни и може да се сменят с други, с различно увеличение.
Увеличението на микроскопа се изчислява, като се умножи увеличението на окуляра с увеличението на обектива.

## Предварителна подготовка на биологични образци
Обектът на изследване се поставя в капка вода върху тънко носещо стъкло и се притиска между носещото стъкло и покривно стъкло, чиято оптимална дебелина е 0,17 мм. Така обектът получава плоска повърхност и се избягва изпаряването на вода, което би могло да попречи на чистия образ.

## История
За изобретатели на микроскопа се приемат холандските майстори на очила Йоханес и Янсен. Измежду многото безименни пионери историята е запазила имената на холандския оптик Ханс Янсен и неговият син Захариас Янсен (1590). Съществуват данни, че Галилео Галилей освен телескопа е създал и уред за наблюдаване на микроскопични тела.
Наред с Робърт Хук, сред първите конструктори на „увеличителни стъкла“ и изследователи на живата клетка се откроява колоритната фигура на холандеца Антони ван Льовенхук (1662-1723) – любител-оптик по първоначални увлечения, а по призвание гениален изследовател на живата материя. Той е направил просто устроен микроскоп (тръба с няколко лещи в нея), за да наблюдава влакната на тъканите, с които търгувал. Той наблюдавал и описал различни едноклетъчни организми, а също мускулни и кръвни клетки.

## Електронен микроскоп
В електронните микроскопи обектът се облъчва не със светлинен сноп, а със сноп от електрони. С такива микроскопи могат да се достигнат увеличения до 1 000 000 пъти – 400 пъти повече, отколкото с оптичния микроскоп.